# Komet Shoemaker-Levy 2
 ali 
Komet Shoemaker-Levy 2 (uradna oznaka je 137P/Shoemaker-Levy 2) je periodični komet z obhodno dobo okoli 9,6 let. 
Komet pripada Jupitrovi družini kometov .

## Odkritje[3]
Komet je  opazila ameriška astronomka Carolyn Jean Spellmann Shoemaker na forografski plošči, ki je bila posneta 25. oktobra 1990 na Observatoriju Palomar v Kaliforniji, ZDA. Ploščo sta posnela Eugene Merle Shoemaker  ter kanadski astronom David H. Levy. Komet so pozneje opazili še na ploščah, ki so bile posnete že 17. septembra

## Lastnosti
Jedro kometa ima premer 5,8 km 
Kometa ne zamenjujmo z znanim kometom Komet Shoemaker-Levy 9 (D/1993 F2), ki je znan po tem, da je padel na Jupiter v letu 1994.